# Lijst van burgemeesters van Wolphaartsdijk
Dit is een lijst van burgemeesters van de voormalige Nederlandse gemeente Wolphaartsdijk. Op 1 januari 1970 ging Wolphaartsdijk op in de gemeente Goes.
| Ambtsperiode | Naam burgemeester                      | Partij of stroming | Bijzonderheden                                 |
| ------------ | -------------------------------------- | ------------------ | ---------------------------------------------- |
| ??           | ??                                     |                    |                                                |
| 1817 - 1853  | Egbert Petrus Lenshoek                 |                    |                                                |
| 1854 - 1863  | Hendrik van Strien                     |                    |                                                |
| 1863 - 1882  | Cornelis Petrus Lenshoek               |                    |                                                |
| 1882 - 1885  | Hendrik van Strien                     |                    | was al de burgemeester in de periode 1854-1863 |
| 1885 - 1896  | A. Fontein Dz.                         |                    |                                                |
| 1897 - 1928  | C. Koert                               |                    |                                                |
| 1928 - 1937  | Otto van Bleijswijk Tierens Verhagen   |                    |                                                |
| 1937 - 1943  | Santinus Adrianus Nelis van Oeveren    |                    |                                                |
| 1943 - 1944  | J.C. Koert                             | NSB                |                                                |
| 1944 - 1956  | Santinus Adrianus Nelis van Oeveren    |                    |                                                |
| 1956 - 1963  | Barend (B.H.G.) ter Haar Romeny        | CHU                |                                                |
| 1963 - 1967  | Pieter (P.A.C.) Beelaerts van Blokland | CHU                |                                                |
| 1967 - 1970  | Adriaan (A.) Hack                      | CHU                | waarnemend (tevens burg. van Arnemuiden)       |